# Tetrahymena thermophila
Tetrahymena thermophila là một sinh vật lạ, nhân chuẩn đơn bào hình trứng, được tìm thấy trong môi trường nước ngọt. T. thermophila có đến 7 giới tính khác nhau, khi giao phối, có bảy loại gen ghép cặp quy định giới tính. Ngoài ra, sinh vật này cũng có thể sinh sản vô tính bằng phương pháp tự nhân đôi.

## Một số đặc điểm
T.thermophila là một tế bào có hai nhân quan trọng: nhân nhỏ chứa vật liệu cần thiết cho sự sinh sản; nhân to tạo tính mềm dẻo cho vi sinh vật, chứa ít nhất 25.000 gen nằm trên khoảng 200 nhiễm sắc thể.
Mỗi tế bào T.thermophila đều có 2 gen, một gen kiểm soát hoạt động hằng ngày của vi sinh vật, gen còn lại đóng vai trò như buồng trứng và tinh hoàn ở động vật. Gen thứ 2 chứa các cặp gen không hoàn chỉnh của 6 hoặc 7 giới tính. Khi hai vi khuẩn giao phối, tùy theo kết quả ghép đôi của các gen quy định giới tính sẽ quyết định giới tính ở thế hệ sau. Giới tính của thế hệ sau cũng có thể mang giới tính như cha/mẹ, hoặc khác.
Mỗi con Tetrahymena đều có giới tính riêng, mô hình giao phối riêng ở trên vỏ tế bào. Khác với các sinh vật đơn bào khác, sinh vật này có khả năng kết đôi đặc biệt giúp nhằm tăng cơ hội sinh sản trong tự nhiên. T.thermophila không có thói quen quan hệ tình dục đồng giới, sinh sản bằng phương pháp phân đôi và giao phối khác giới. Hầu hết trường hợp, T.thermophila sinh sản vô tính, một tế bào mẹ phân chia thành 2 tế bào con. Khi nguồn thức ăn khan hiếm, chúng có khuynh hướng kết đôi để sinh sản. Khi 2 tế bào kết hợp, tạo ra DNA chung, thì 2 tế bào còn lại rã đám. "Đó là trường hợp giao phối mà không sinh sản", theo chuyên gia Orias. Phát hiện này đã giúp các nhà khoa học hiểu thêm về các tế bào khác bao gồm cả các tế bào trong cơ thể con người.
Khi T.thermophila giao phối, có bảy loại gen ghép cặp quy định giới tính, do đó giới tính của thế hệ sau khác so với bố mẹ và có thể có tới 7 giới tính khác nhau. Sự hình thành giới tính đời sau được sắp đặt hoàn toàn ngẫu nhiên.
Khi giao phối, có bảy loại gen ghép cặp quy định giới tính, các loại gen ghép cặp sẽ thông qua quá trình chọn lọc và cuối cùng chỉ giữ lại một loại gen chuẩn nhất, sáu loại khác sẽ bị đào thải và DNA được điều chỉnh lại và sẽ quyết định giới tính của đời sau.